# Friedrich Bacmeister

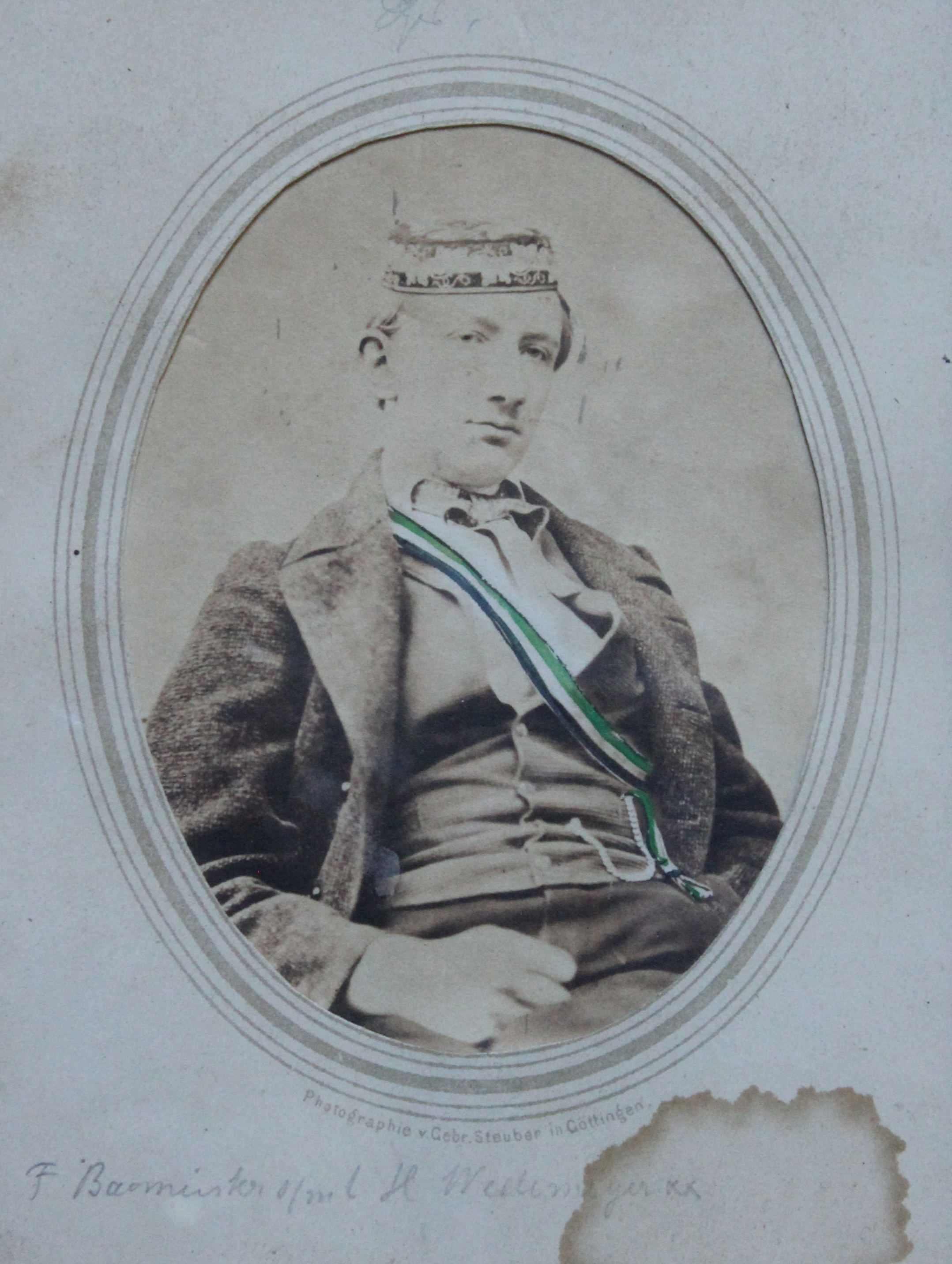
Friedrich Bacmeister

Friedrich Bacmeister (* 4. August 1840 in Hannover; † 9. August 1886 in New York City) war ein deutscher Fechtmeister. Als Student focht er über 100 Mensuren, eine auch für die damalige Zeit exorbitante Zahl. Bacmeister schloss sein Studium nicht ab, sondern diente als Hannoveraner sowohl in der verbündeten österreichischen als auch in der gegnerischen preußischen Armee. Danach wanderte er in die Vereinigten Staaten aus und fuhr als Matrose und Steuermann auf Walfängern und Mississippi-Dampfern.

## Leben
Friedrich Bacmeister entstammte der hannoverschen Linie der weit verbreiteten Bacmeister (Gelehrtenfamilie). Seine Eltern waren Johann Christian Bacmeister (1786–1859), Hauptmann in der King’s German Legion, und Johanna von Finck (1802–1884). 

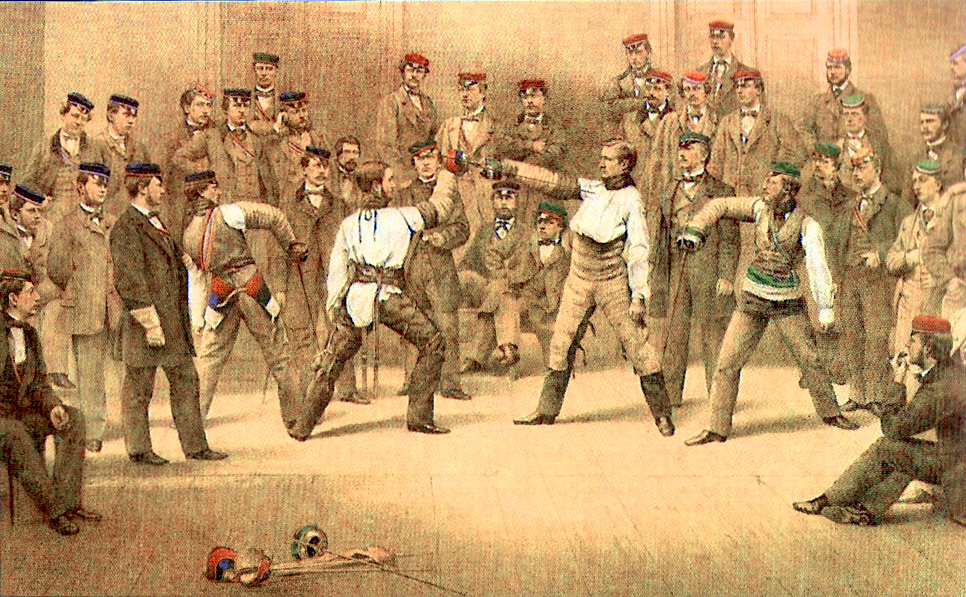
Kolorierte Lithographie einer Göttinger Mensur: Bacmeister (rechts) c/a. Heinroth (1862)

Er immatrikulierte sich Ostern 1860 an der Georg-August-Universität Göttingen für Rechtswissenschaft. 1861 wurde er im Corps Hildeso-Guestphalia recipiert. Im selben Jahr vorübergehend an der Universität Jena, wurde er auch im Corps Thuringia Jena aktiv. Zum Sommersemester 1862 kehrte er nach Göttingen zurück. Zum Wintersemester 1863/64 wechselte er an die Julius-Maximilians-Universität Würzburg, wo er sich noch dem Corps Nassovia Würzburg anschloss. Um fortan Medizin zu studieren, kehrte er zum Wintersemester 1865/66 wieder nach Göttingen zurück. In jener Zeit erwarb er sich den Ruf eines außerordentlich guten Fechters, der gleichermaßen gut mit dem rechten und dem linken Arm fechten konnte. Er soll über 100 Schlägerpartien gefochten haben. Bacmeister ging Ostern 1866 nach Wien, um bei den Wiener Corps als Fechtmeister zu wirken. Im Sommersemester 1866 besuchte er Kneipen der Saxonia Wien. Kurz nach der Schlacht bei Königgrätz verpflichtete er sich am 17. Juli 1866 für drei Jahre als Privater Kadett im niederösterreichischen Infanterie-Regiment „Heinrich Freiherr von Heß“ Nr. 49. Das Regiment lag in Riva del Garda (1866/67) und Salzburg (1868). Als es im Frühjahr 1869 nach Wien zurückverlegt worden war, verkehrte Bacmeister bei Saxonia Wien. Der „geistvolle, schlagfertige und erfahrene deutsche Corpsstudent, der ein berühmter Schläger war und mehr als hundert Mensuren geschlagen“ hatte, erfreute sich bei Wiens ältestem Corps großer Wertschätzung. Am 6. Oktober 1869 aus der k.u.k. Armee entlassen, erhielt er am 26. Oktober 1869 das Band. 1870 trat er in die Preußische Armee. Er kämpfte als Unteroffizier im Deutsch-Französischen Krieg und erhielt das Eiserne Kreuz. Der englischen und französischen Sprache mächtig, emigrierte er in die  Vereinigten Staaten. Im New Yorker Hafen heuerte er auf einem Walfänger als Matrose an. Auf Dampfern wurde er Steuermann. Als Obersteuermann befuhr er den Mississippi River. Als einziger überlebte er einen Schiffsuntergang „im Kanal“. 1881 besuchte er seine kranke Mutter in Hannover. Die „Spinnstube“, Hannovers noch heute bestehender Alte-Herren-Senioren-Convent (AHSC), verabschiedete ihn auf Hannovers Bahnhof mit dem alten Studentenlied Bemooster Bursche zieh' ich aus. Bacmeister starb unverheiratet und kinderlos mit 46 Jahren. Dem AHSC New York, der ihn als „Obersteuermann mit Wohnsitz in Boston“ führte, vermachte er testamentarisch 900 Dollar.